# Ана Бегић Тахири
Ана Бегић Тахири (Загреб, 27. август 1979) хрватска је позоришна, телевизијска и филмска глумица.

## Биографија
Рођен 1979. у Загребу. Завршила је основну школу и Дванаесту гимназију у Загребу. Након што је похађала и училиште ЗКМ, дипломирала 2005. године на АДУ у Загребу. На другој години студија добија улогу у представи  ХНК у Загребу, где је касније примљена у стални ангажман.
Играла је више представа на Дубровачким летњим играма. Учествовала је као такмичарка у хрватској верзији шоу програма Плес са звездама. Активно синхронизује анимиране филмове.
Водила је хрватску верзију емисије Моја мама кува боље од твоје. 
Од 2010. године у браку је са Данијелом Тахиријем, са којим има ћерку Лану која је рођена 2011. године. 

## Филмографија
| Год.       | Назив                  | Улога                    |
| ---------- | ---------------------- | ------------------------ |
| 2000-е     |                        |                          |
| 2000.      | Милостива смрт         |                          |
| 2001.      | Краљица ноћи           | Власта                   |
| 2005.      | Наша мала клиника      | Сузана                   |
| 2006—2007. | Одмори се, заслужио си | Кораљка                  |
| 2006.      | Не питај како!         | Дуња                     |
| 2006—2011. | Бибин свијет           | Бисерка 'Биба' Фрук      |
| 2008.      | Није крај              | Емина                    |
| 2008.      | Битанге и принцезе     | чуварка у затвору        |
| 2008.      | Запамтите Вуковар      | Радојка                  |
| 2009.      | Метастазе              | медицинска сестра        |
| 2009.      | Моја три зида          | Ана                      |
| 2010-е     |                        |                          |
| 2011.      | Bella Biondina         | Марија Комиска           |
| 2011—2013. | Стипе у гостима        | Соња/Маријана            |
| 2012.      | Проводи и спроводи     | Тања                     |
| 2013.      | Свештеникова деца      | Верица                   |
| 2013.      | Луд, збуњен, нормалан  | Моника                   |
| 2013.      | Каубоји                | Сашина сестра            |
| 2013.      | Други                  | Лидијина пријатељица     |
| 2014.      | Таква су правила       | медицинска сестра        |
| 2014—2015. | Ватре ивањске          | Вера Лепен               |
| 2015.      | Ти мене носиш          | Сунчи                    |
| 2015.      | Да сам ја нетко        | Сунчи                    |
| 2015.      | Хорватови              | Клаудија                 |
| 2017.      | Upside Down            | Весна                    |
| 2017.      | Анка                   | пријатељица од милостиве |
| 2019.      | Уфурај се и пукни      |                          |
| 2020-е     |                        |                          |
| 2020.      | Ко те шиша             | брбљивица                |
| 2020—2021. | Дар мар                | Јана Добрила             |
| 2021.      | Дневник великог Перице | Каћа                     |
| 2022.      | Мркомир Први           | гатара                   |
| 2022.      | Носила је рубац чрлени | глас домаће животиње     |
| 2022.      | Маргиналци             | крчмарица                |
| 2023.      | Сан снова              | Бранкица                 |